# (36226) Mackerras
(36226) Mackerras est un astéroïde de la ceinture principale.

## Description
(36226) Mackerras est un astéroïde de la ceinture principale. Il fut découvert le 31 octobre 1999 à l'observatoire d'Ondřejov par Lenka Šarounová. Il présente une orbite caractérisée par un demi-grand axe de 3,15 UA, une excentricité de 0,09 et une inclinaison de 5,8° par rapport à l'écliptique.
Cet astéroïde est nommé en l'honneur du chef d'orchestre australien Charles Mackerras (1925-2010).

## Compléments